# Midwinterhoorn

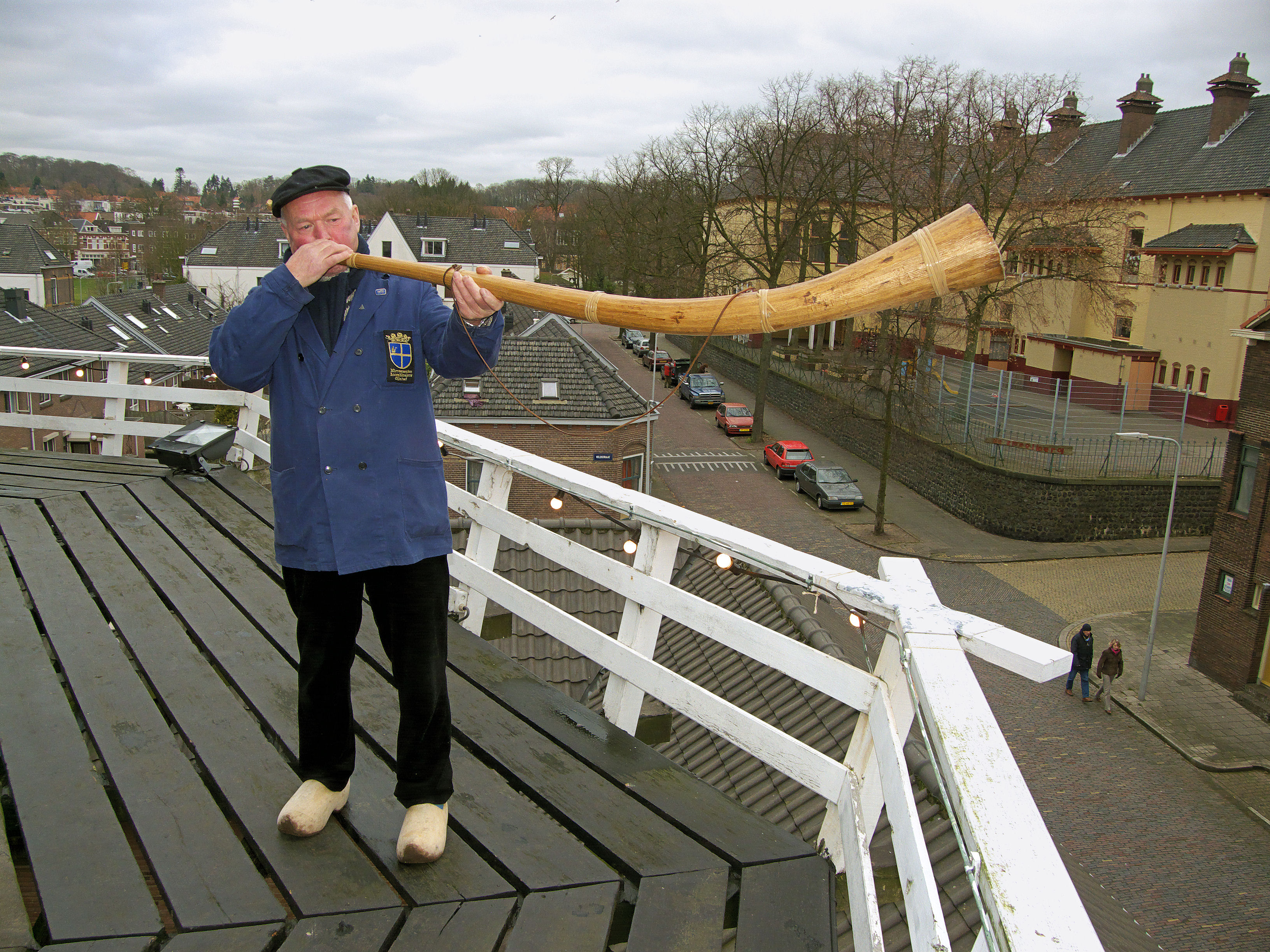
Hoornblazer met "droge" hoorn

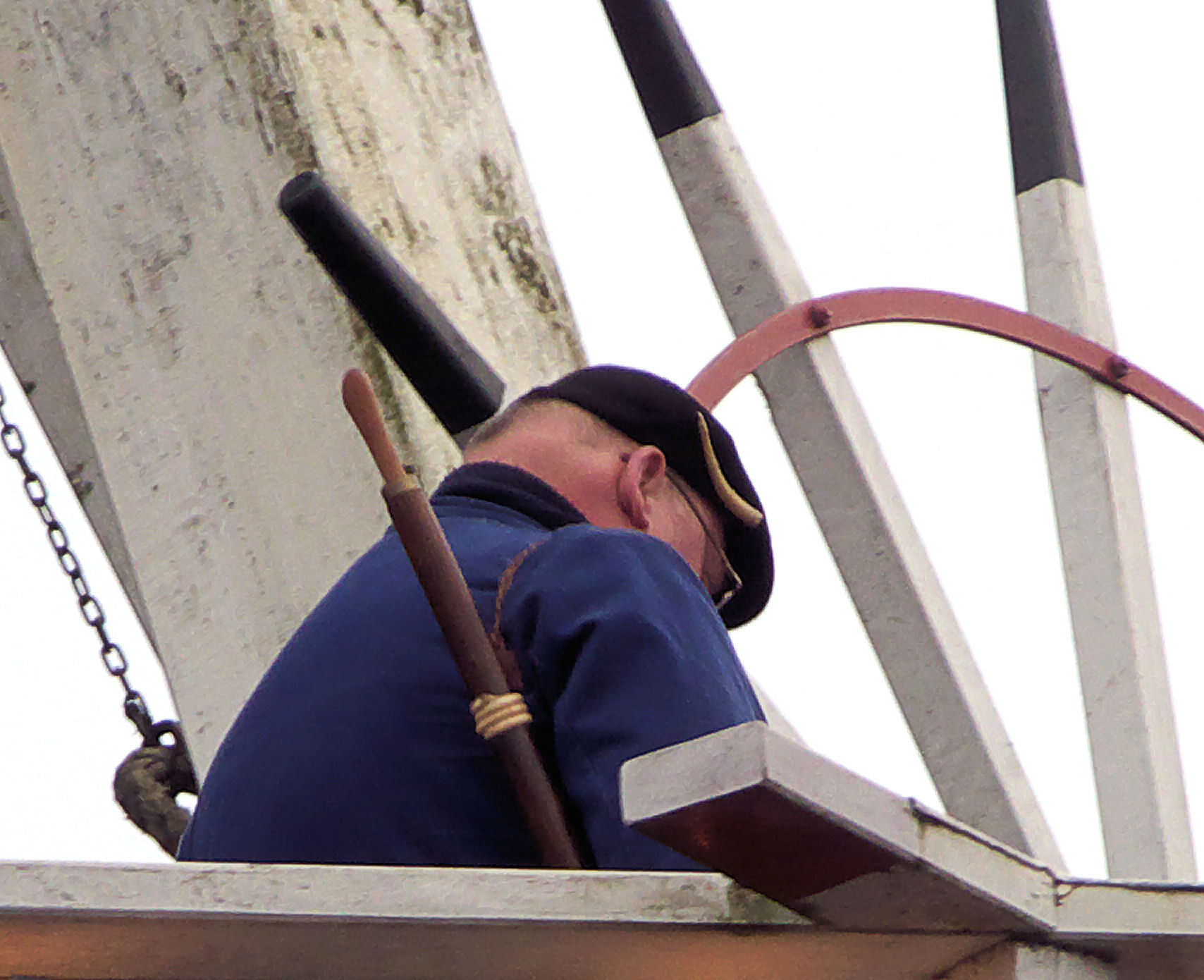
Midwinterhoorn met bijna recht afgesneden happe

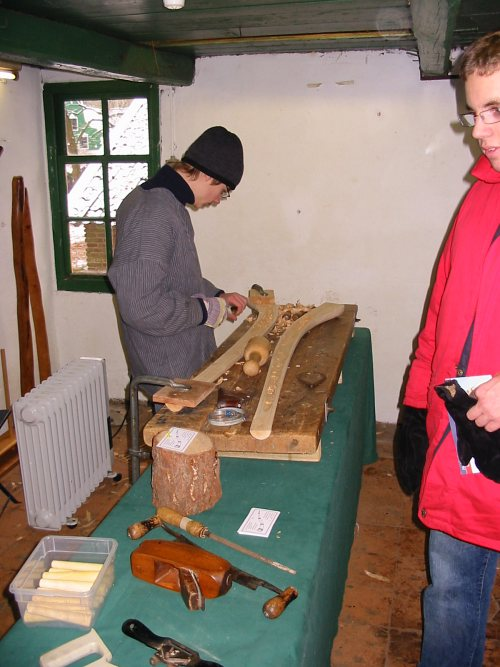
Het maken van een midwinterhoorn

Een midwinterhoorn is een traditioneel houten blaasinstrument (communicatieinstrument) dat heden ten dage nog wordt gebruikt in Overberg (Utrechtse Heuvelrug), de Veluwe, Twente, Westerwolde (Groningen), het oosten van Salland, de Achterhoek en op sommige plaatsen in Duitsland nabij de grens met Nederland.
Het instrument lijkt veel op een alpenhoorn. Het is een licht gebogen hoorn van berken,- elzen- of wilgenhout, op ambachtelijke manier gemaakt met een mondstuk, de happe, van vlier of een andere houtsoort, waarop een eenvoudige melodie wordt geblazen. Dat er boven een put werd geblazen, had te maken met het gebruiken van een natte hoorn. Deze was dan zo zwaar dat de hoorn op de rand van de put werd gelegd. De natte hoorn hing men soms in de put onder water om kieren te dichten.  Men blaast meestal als het schemert. In Twente en de Achterhoek wordt alleen geblazen tussen de eerste zondag van de advent ("anbloazen") en Driekoningen (6 januari, "afbloazen").
Hoewel dit instrument van hout is gemaakt, wordt hij als hoorn gerekend tot de koperblazers. De toon wordt gevormd door de spanning van de lippen. Er kunnen dan ook alleen natuurtonen worden voortgebracht, bijvoorbeeld G-c-e-g. De vorm van de hoorn doet denken aan de carnyx van de Kelten. Hiervan zijn bij opgravingen diverse exemplaren tevoorschijn gekomen in onder meer Schotland en Frankrijk.

## Geschiedenis
Het gebruik zou  volgens een onjuist gebleken opvatting zijn oorsprong vinden in de Germaanse joelfeesten, de feesten die zich afspeelden rond de midwinter-zonnewende (21 december); In Nederland is de midwinterhoorn voor het eerst beschreven in een brief aan de burgemeester van Winterswijk uit 1814.

### Van der Ven en Voskuil
De volkskundige Dirk Jan van der Ven suggereerde dat het midwinterhoornblazen een eeuwenoude traditie was die bedoeld zou zijn om 'de boze machten angst aan te jagen'. J.J. Voskuil meende daarentegen dat deze 'uitgevonden traditie', dan wel de wedergeboorte van het midwinterhoornblazen juist met diezelfde Van der Ven op 4 september 1919 begint. Na de Tweede Wereldoorlog werd in Twente deze 'traditie' opnieuw leven ingeblazen door het vanaf 1953 organiseren van wedstrijden midwinterhoornblazen.

## Vervaardiging
Een midwinterhoorn wordt gemaakt van een berken-, elzen- of wilgenstam die al van nature een bepaalde kromming heeft. Na het schillen van de bast wordt de stam in twee delen gezaagd en over de gehele lengte uitgehold (zie onderste foto). Als mondstuk wordt een klein stukje speciaal gesneden vlierhout of een andere houtsoort gebruikt, waarvan de kern makkelijk verwijderd kan worden. Het mondstuk, de happe, wordt meestal schuin afgesneden, zodat er tegen de zijkant van de hoorn wordt geblazen. Ook komen er mondstukken voor die bijna recht zijn afgesneden.
Er bestaan "droge" hoorns en "natte" hoorns.

Bij droge hoorns zijn de twee hoornhelften met houtlijm weer met elkaar verbonden. Bij natte hoorns legt men op de zaagsnede een mattenbies en worden de hoornhelften met hoepels van bies tegen elkaar gebonden. Om ze luchtdicht te krijgen worden deze hoorns daarna in een waterput gehangen, zodat door het opzwellen van bies en hout alle naden zich luchtdicht sluiten. Deze hoorn moet dan ook onder water bewaard worden.
Men maakt nu gebruik van drie soorten midwinterhoorns:
- de natte hoorn (deze wordt niet veel meer gebruikt vanwege het gewicht):
- de latjeshoorn (deze wordt vaak gebruikt door de beginnende blazer; deze hoorn wordt tijdens de wedstrijden als een aparte categorie beoordeeld:
- de tweedelige hoorn (deze hoorn wordt nu het meest gebruikt, ook bij wedstrijden)

## Bijzonderheden
Tussen de eerste zondag van de advent en Driekoningen (6 januari) worden demonstraties midwinterhoornblazen gegeven. Er zijn jaarlijks speciale wandeltochten waar op diverse plaatsen blazers staan opgesteld. Ze spelen om beurten, het is niet correct te blazen als een andere blazer speelt. Zo wordt gezegd: "Zee blaost um de beurte de bosschop vèdan dät ’t duuster mut gaon want ’t lich kump d’r an". 
De uitdrukking in Twente voor het geluid is: n oaldn roop (=de oude roep), in de Achterhoek en De Veluwe d'olde roop.
De gespeelde melodie is vaak deze:
Uiteraard is dit afhankelijk van de vaardigheid van de blazer. Omdat elke hoorn verschillend is qua vorm en toonhoogte is dit ook hoorbaar per geblazen midwinterhoorn.
In Twente wordt het midwinterhoornblazen georganiseerd door ruim dertig buurtschappen. Deze buurtschappen organiseren om beurten een jaarlijkse midwinterhoornwandeling. Ook de demonstraties (wedstrijden) worden jaarlijks door een andere buurtschap georganiseerd met als doel het promoten van het midwinterhoornblazen in Twente.
Het blazen op de midwinterhoorn in Gelderland en Overijssel staat sinds 13 december 2013 als nationaal erkende volkscultuur op de lijst van het Nationale Inventaris Immaterieel Cultureel Erfgoed.